# Lục súc

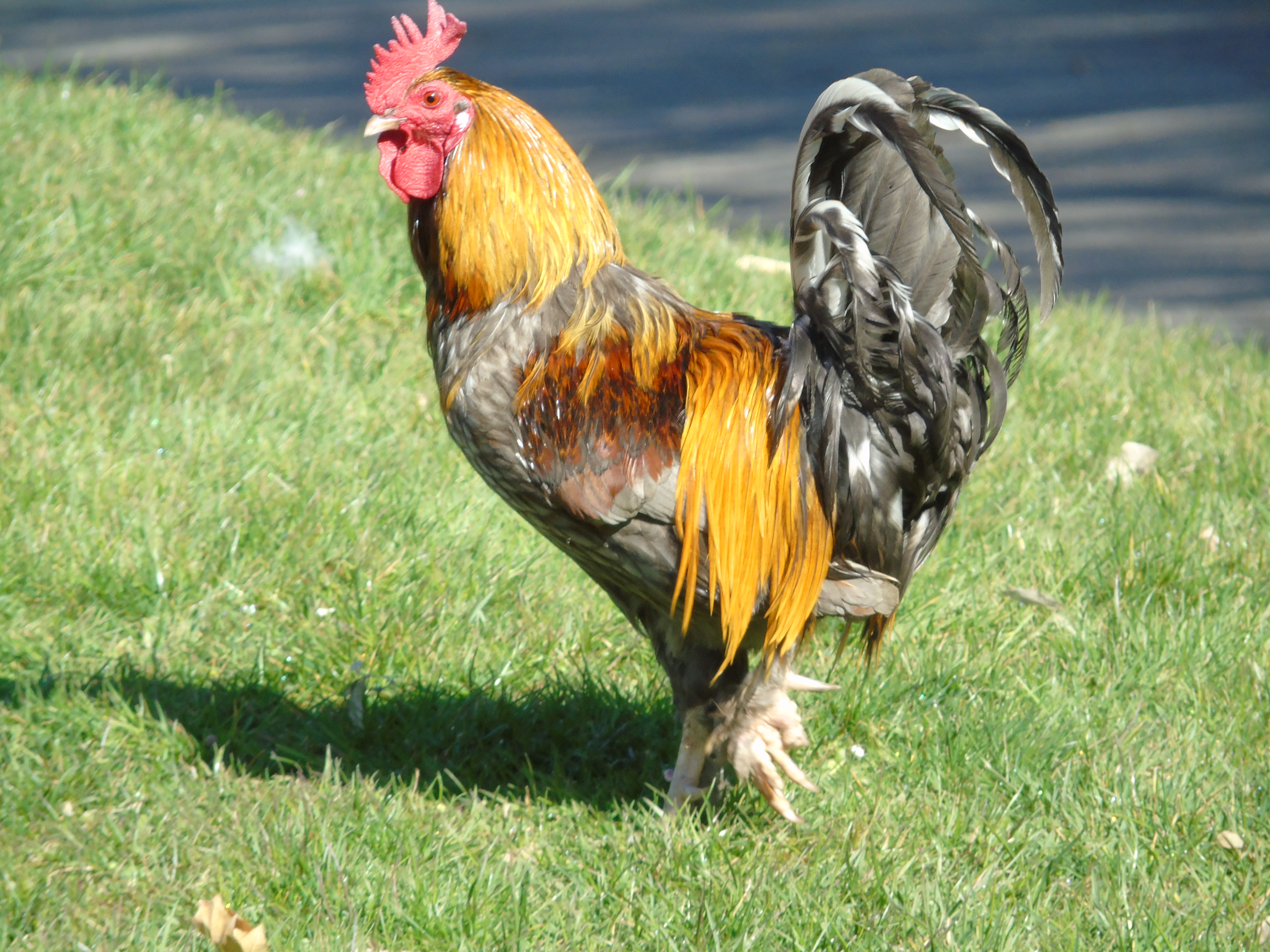
Gà một loài trong lục súc

Lục súc (tiếng Trung: 六畜; bính âm: Liùchù) là một cách diễn đạt tại Trung Quốc, hàm ý chỉ sáu loại gia súc nuôi trong hoặc gần nhà là: ngựa (mã), trâu (ngưu), dê (dương), chó (cẩu), lợn (trư) và gà (kê). Trước khi kết thúc thời đại đồ đá mới, người Trung Quốc đã thuần hóa thành công sáu loại gia súc này. 
Cụm từ "lục súc" thường thấy trong Tả truyện, Chu lễ (周礼) và các điển tịch từ thời Tiên Tần. Thư tịch cổ nhất giải thích nội hàm của cụm từ "lục súc" là Nhĩ Nhã trong thiên "Thích Súc", trong đó xếp thứ tự "lục súc" là: mã (馬), ngưu (牛), dương (羊), trư (豬), cẩu (狗), kê (雞).